# Johnny Sebastian
John T. Sebastian, detto Johnny (Odin, 20 novembre 1921 – Champaign, 26 aprile 2003), è stato un cestista statunitense, professionista nella NBL.

## Carriera
Giocò per due stagioni nella NBL, disputando complessivamente 62 partite con 8,1 punti di media.